# Северо-Кавказский революционный комитет
Северо-Кавказский революционный комитет (сокращённо — Севкавревком) — высший чрезвычайный орган советской власти на территории Северного Кавказа, созданный 31 марта 1920 года по инициативе Реввоенсовета Кавказского фронта и принявший дела от Бюро по восстановлению советской власти. 22 июня 1920 года был упразднён решением Совета народных комиссаров (СНК) РСФСР, а его функции были переданы Совету Кавказской армии труда (с 17 августа 1920 года — Революционный Совет армии труда Юго-Востока России).

## История
В связи с освобождением Северного Кавказа от белогвардейских войск, встал вопрос о восстановлении советской власти в регионе, для чего приказом Реввоенсовета Кавказского фронта 31 марта 1920 был образован Северо-Кавказский революционный комитет в составе: председатель — Г. К. Орджоникидзе, заместители — С. М. Киров и Я. Полуян, члены — П. Г. Мдивани, А. Стопани, Н. Н. Нариманов, С. Габиев. В подчинении революционного комитета находились Кубань, Черноморье, Ставропольская губерния, Терская область и Дагестан. В этот же день для восстановления партийных организаций было учреждено партийное бюро в составе: И. Т. Смигл (председатель), С. М. Киров и П. Г. Мдивани.
Позже, для дальнейшего распространения власти Северо-Кавказский революционный комитет своим приказом от 8 апреля 1920 года создал Терский ревком.

## Состав
- Председатель: Г. К. Орджоникидзе;
- Члены:
  - С. М. Киров,
  - Я. Полуян,
  - П. Г. Мдивани,
  - А. Стопани,
  - Н. Н. Нариманов,
  - С. Габиев